# Episodi de La mia vita con Derek (quarta stagione)
| nº | Titolo originale           | Titolo italiano             | Prima TV Canada  | Prima TV Italia |
| -- | -------------------------- | --------------------------- | ---------------- | --------------- |
| 1  | Two Kisses, One Party      | Il compleanno di Marti      | 19 luglio 2008   |                 |
| 2  | Open Mic Plight            | Una canzone per Sally       | 27 luglio 2008   |                 |
| 3  | Just Friends               | Solo amici                  | 12 agosto 2008   |                 |
| 4  | March Break                | Una vacanza per due         | 26 agosto 2008   |                 |
| 5  | Take A Stepkid To Work Day | Figli al lavoro             |                  |                 |
| 6  | 6 1/2                      | 6 1/2                       |                  |                 |
| 7  | Derek Denies Denial        | Scelte difficili            |                  |                 |
| 8  | No Secrets                 | Segreti svelati             |                  |                 |
| 9  | Rude Awkenings             | Febbre da esami             |                  |                 |
| 10 | How I Met Your Stepbrother | Operazione sfidanzamento    |                  |                 |
| 11 | Happy New Schoolyear       | Un nuovo anno               |                  |                 |
| 12 | Casey & Ralph              | Casey & Ralph               | 16 dicembre 2008 |                 |
| 13 | Tuesday Afternoon Fever    | La gara di ballo            | 30 dicembre 2008 |                 |
| 14 | No More Games              | Basta con gli scherzi!      |                  |                 |
| 15 | Teddy's Back               | Il ritorno di Teddy         |                  |                 |
| 16 | Truman's Last Chance       | Ultima occasione per Truman |                  |                 |
| 17 | Surprise                   | Sorpresa!                   |                  |                 |
| 18 | Futurists                  | Futurite                    |                  |                 |

## Il compleanno di Marti
- Titolo originale: Two Kisses, One Party
- Diretto da: Craig Pryce
- Scritto da: Daphne Ballon

### Trama
Sally si offre di organizzare il compleanno di Marti, ma l'impresa più difficile è convincere Derek ad aiutarla.
Intanto, Casey si sta lasciando ufficialmente con Max ma nel profondo spera ancora di poter tornare con lui.
- Guest star: Kate Todd (Sally), Robbie Amell (Max), Shadia Simmons (Emily)
- Altri interpreti: Loren Amaral (amichetta di Marti), Nicole Samantha Huff (Yvette)

## Una canzone per Sally
- Titolo originale: Open Mic Plight
- Diretto da: Craig Pryce
- Scritto da: Jeff Biederman

### Trama
Lo Smelly Nelly organizza una serata di varietà e Sally vorrebbe che Derek scrivesse una canzone dedicata a lei.
Casey lo aiuta a trovare le parole giuste.
- Guest star: Kit Weyman (Sam), Kate Todd (Sally), Shane Kippel (Ralph)
- Altri interpreti: Max Vendrig (poeta)

## Solo amici
- Titolo originale: Just Friends
- Diretto da: Craig Pryce
- Scritto da: Jeff Biederman

### Trama
Derek è geloso di Sally perché inizia a passare molto tempo con Patrick, il suo ex fidanzato, ed è convinto che tra maschi e femmine non possa esistere amicizia; Casey vuole confutare questa tesi frequentando Noel.
Nel frattempo, George invita a cena una collega di lavoro e Edwin pensa che voglia provarci con suo padre.
- Guest star: Adam Butcher (Noel), Kate Todd (Sally), Lauren Collins (Kendra), Robert Clark (Patrick), Shadia Simmons (Emily)
- Altri interpreti: Natalie Lisinska (Terry)

## Una vacanza per due
- Titolo originale: March Break
- Diretto da: Michael Mabbott
- Scritto da: Alex Pugsley

### Trama
George organizza una vacanza per il week-end, ma Casey e Derek preferiscono stare a casa.
I due fratellastri finiscono per combinare un disastro dopo l'altro.
- Guest star: Kit Weyman (Sam), Shadia Simmons (Emily), Shane Kippel (Ralph)

## Figli al lavoro
- Titolo originale: Take A Stepkid To Work Day
- Diretto da: Craig Pryce
- Scritto da: Graham Seater e Michael Seater

### Trama
Casey e Derek vanno a lavorare con i loro genitori.
Mentre Casey ha diversi problemi con la fotocopiatrice dell'ufficio di George, Derek aiuta Nora a chiudere un affare con una cliente piuttosto esigente.
- Guest star: Kit Weyman (Sam), Shane Kippel (Ralph)
- Altri interpreti: Heidi von Palleske (signora Marchesano)

## 6 1/2
- Titolo originale: 6 1/2
- Diretto da: Craig Pryce
- Scritto da: Daphne Ballon

### Trama
A scuola arriva Truman, un nuovo studente che da un voto a tutte le ragazze.
Casey se la prende con lui quando scopre che le ha dato appena 6 1/2.
- Guest star: Arnold Pinnock (Paul), Joe Dinicol (Truman), Kate Todd (Sally), Lauren Collins (Kendra), Shadia Simmons (Emily)

## Scelte difficili
- Titolo originale: Derek Denies Denial
- Diretto da: Craig Pryce
- Scritto da: Daphne Ballon

### Trama
Sally annuncia a Derek che frequenterà un'università lontana.
- Guest star: Arnold Pinnock (Paul), Kate Todd (Sally), Kit Weyman (Sam)
- Altri interpreti: Camden Angelis (Clara)

## Segreti svelati
- Titolo originale: No Secrets
- Diretto da: Steve Wright
- Scritto da: Daphne Ballon

### Trama
Casey sogna molto spesso di baciare Truman e ha paura di aver preso una cotta per lui.
Quando il suo diario sparisce, Casey teme che questo segreto sia svelato a tutti.
- Guest star: Arnold Pinnock (Paul), Joe Dinicol (Truman), Shadia Simmons (Emily)

## Febbre da esami
- Titolo originale: Rude Awakenings
- Diretto da: Steve Wright
- Scritto da: Bernice Vanderlaan

### Trama
Gli esami di fine liceo si avvicinano e Derek si rende conto che se non li supera rischia di non poter andare all'università.
Al contrario, Casey è troppo nervosa e deve rilassarsi.
- Guest star: Arnold Pinnock (Paul), Kit Weyman (Sam), Shadia Simmons (Emily)

## Operazione sfidanzamento
- Titolo originale: How I Met Your Stepbrother
- Diretto da: Craig Pryce
- Scritto da: Jeff Biederman

### Trama
La famiglia Venturi è riunita a tavola per festeggiare il secondo anniversario di matrimonio di George e Nora.
Si rievoca il momento in cui si sono conosciuti e il primo incontro tra Casey e Derek.
- Guest star: Shane Kippel (Ralph)

## Un nuovo anno
- Titolo originale: Happy New Schoolyear
- Diretto da: Steve Wright
- Scritto da: Daphne Ballon

### Trama
Derek non vuole separarsi da Sally e si dice addirittura disposto a lasciare il liceo per seguirla ovunque andrà.
Nel frattempo, gli altri sono alle prese con i preparativi per il nuovo anno scolastico.
- Guest star: Kate Todd (Sally), Shadia Simmons (Emily)

## Casey & Ralph
- Titolo originale: Casey & Ralph
- Diretto da: Paul Fox
- Scritto da: Jeff Biederman

### Trama
Ralph è ospite di Derek per il week-end e si  rende conto di essersi innamorato di Casey.
Per lei ha addirittura deciso di lasciare Amanda, la sua ragazza attuale.
- Guest star: Shane Kippel (Ralph)
- Altri interpreti: Jessica Levy (Amanda)

## La gara di ballo
- Titolo originale: Tuesday Afternoon Fever
- Diretto da: Paul Fox
- Scritto da: Matt MacLennan

### Trama
Derek e Casey competono in uno show televisivo di danza.
Quando i rispettivi partner li abbandonano, i due fratellastri sono costretti a fare coppia per la gara.
- Guest star: Shadia Simmons (Emily), Shane Kippel (Ralph)
- Altri interpreti: Debra McCabe (Cindy), Jessica Nichols (ragazza timida), Romina D'Ugo (Sadia Sullivan)

## Basta con gli scherzi!
- Titolo originale: No More Games
- Diretto da: Craig Pryce
- Scritto da: Daphne Ballon e Jeff Biederman

### Trama
Casey è disgustata quando scopre che il fastidioso Truman è iscritto assieme a lei al corso di scherma della scuola.
- Guest star: Joe Dinicol (Truman), Shadia Simmons (Emily)
- Altri interpreti: Jordan Smith (Evan), Patrick Garrow (Fergus)

## Il ritorno di Teddy
- Titolo originale: Teddy's Back
- Diretto da: Paul Fox
- Scritto da: Alex Pugsley

### Trama
Teddy torna a casa Venturi e si guadagna la stima di Derek che lo rimpiazza come tirapiedi al posto di Edwin.
- Guest star: Cameron Ansell (Teddy), Joe Dinicol (Truman), Shadia Simmons (Emily)

## Ultima occasione per Truman
- Titolo originale: Truman's Last Chance
- Diretto da: Ben Weinstein
- Scritto da: Daphne Ballon

### Trama
Truman invita Casey ad una festa esclusiva a Toronto, ma Nora la lascia andare solo se si fa accompagnare da Derek.
Al party Casey scopre che Truman è stato fidanzato con sua cugina Vicky e teme che tra i due possa esserci ancora qualcosa.
- Guest star: Joe Dinicol (Truman), Shadia Simmons (Emily)
- Altri interpreti: Alan Catlin (Ron), Landon Norris (Marvin), Nicole Dicker (Courtney), Raymond Ablack (Kevin)

## Sorpresa!
- Titolo originale: Surprise!
- Diretto da: Ben Weinstein
- Scritto da: Daphne Ballon e Jeff Biederman

### Trama
Il ballo scolastico si avvicina e Casey non ha un accompagnatore perché si ostina a non voler più vedere Truman, mentre Derek e Emily si fidanzano.
Intanto, Nora confessa a George di essere incinta.
- Guest star: Joe Dinicol (Truman), Kit Weyman (Sam), Lauren Collins (Kendra),  Shadia Simmons (Emily), Shane Kippel (Ralph)
- Altri interpreti: Jessica Levy (Amanda)

## Futurite
- Titolo originale: Futuritis
- Diretto da: Steve Wright
- Scritto da: Daphne Ballon e Jeff Biederman

### Trama
Casey deve leggere il discorso di commiato alla cerimonia di consegna dei diplomi.
Dopo la festa, Casey e Derek scoprono che frequenteranno la stessa università.
- Guest star: Arnold Pinnock (Paul), Joe Dinicol (Truman), John Nelles (preside Lassiter), Kit Weyman (Sam), Shadia Simmons (Emily), Shane Kippel (Ralph)